# Sveučilište Indiana Bloomington
Sveučilište Indiana Bloomington (Indiana University Bloomington, IU Bloomington) javno je istraživačko sveučilište smješteno u Bloomingtonu, Indiana, Sjedinjene Američke Države. Osnovano je 1820. godine i glavni je kampus sustava Sveučilišta Indiana, koji obuhvaća više visokoškolskih ustanova u saveznoj državi Indiani. Sveučilište ima više od 40.000 preddiplomskih i diplomskih studenata te nudi programe u raznim akademskim područjima, uključujući glazbu, poslovanje, prirodne znanosti i humanističke znanosti.
IU Bloomington dom je Glazbene škole Jacobs, jedne od najvećih glazbenih škola u Sjedinjenim Državama, kao i Poslovne škole Kelley te Škole za javne i okolišne poslove O’Neill. Kampus uključuje povijesne zgrade i moderne istraživačke objekte. Sveučilište Indiana Bloomington treba razlikovati od sustava Sveučilišta Indiana, koji uključuje više kampusa poput IU Indianapolis, IU Northwest i IU South Bend. Bloomington je najveći kampus i nudi većinu istraživačkih programa te naprednih akademskih stupnjeva. Sveučilište također ima sportske ekipe koje se natječu u NCAA Division I pod imenom Indiana Hoosiers.